# Новороссийская улица (Санкт-Петербург)
Новоросси́йская улица — улица в Выборгском и Калининском районах Санкт-Петербурга. Проходит от проспекта Энгельса до улицы Бутлерова (фактически до Гражданского проспекта). На запад продолжается Ланским шоссе.

## История
В 1830-х годах улица именовалась Малым Муринским проспектом. Она проходила от Выборгской дороги до Малой Спасской улицы, причем в западном конце шла не прямо, а имела изгиб, который сейчас называется Новосильцевским переулком.
Улица отделяла территорию Лесного института от дачных участков, которые институт стал продавать жителям столицы. В связи с тем, что в Лесном тогда было несколько Муринских улиц, её переименовали в Садовую. Новое название улицы указывало на то, что она находилась в районе дач и садов.
В середине XIX века эта улица вновь сменила имя и стала называться Граничной, так как по ней проходила в то время северная граница Петербурга. В 70-х годах XIX века улицу стали именовать Новосильцевской. Это название было связано с находившейся на этой улице Новосильцевской церковью и богадельней, которые построила Е. В. Новосильцева на месте трактира недалеко от места дуэли 1825 года (менее 100 метров), в которой был смертельно ранен в печень её сын, умерший через четыре дня.
В конце XIX — начале XX века по Новосильцевской улице ходил паровой трамвай на участке от Выборгского шоссе (ныне проспект Энгельса) до Большой Объездной улицы (ныне улица Орбели, её участок от Новороссийской до Песочной ликвидирован).
В 1917 году улица получила продолжение до железнодорожной линии, оканчивающееся тупиком.
15 декабря 1952 года Новосильцевская улица была переименована в Новороссийскую в память об освобождении советскими войсками от немецких захватчиков города Новороссийска в сентябре 1943 года.
В 1960-е годы улицу спрямили и соединили с Ланским шоссе. Прежний небольшой участок сохранился, но оставался долгое время безымянным; в 1999 году ему присвоено название Новосильцевский переулок.
В 2007 году после постройки развязки с Кушелевским путепроводом улица перестала быть тупиковой и получила удобную транспортную связь с Кушелевской дорогой.
Согласно проекту планировки, Новороссийскую улицу предполагается довести до улицы Бутлерова. 23 ноября 2016 года этот участок юридически вошел в состав Новороссийской улицы.

## Трассировка
- Улица начинается от проспекта Энгельса
- справа в неё вливается Новосильцевский переулок
- улица идёт на восток вдоль парка Лесотехнической академии
- влево отходит Институтский проспект
- улица пересекает улицу Карбышева
- улица пересекает Политехническую улицу
- идет между территориями Кушелевского хлебозавода и завода «Красный Октябрь»
- доходит до Кушелевского путепровода, проходит немного вдоль него и посредством транспортной развязки соединяется с Кушелевской дорогой.

## Достопримечательности

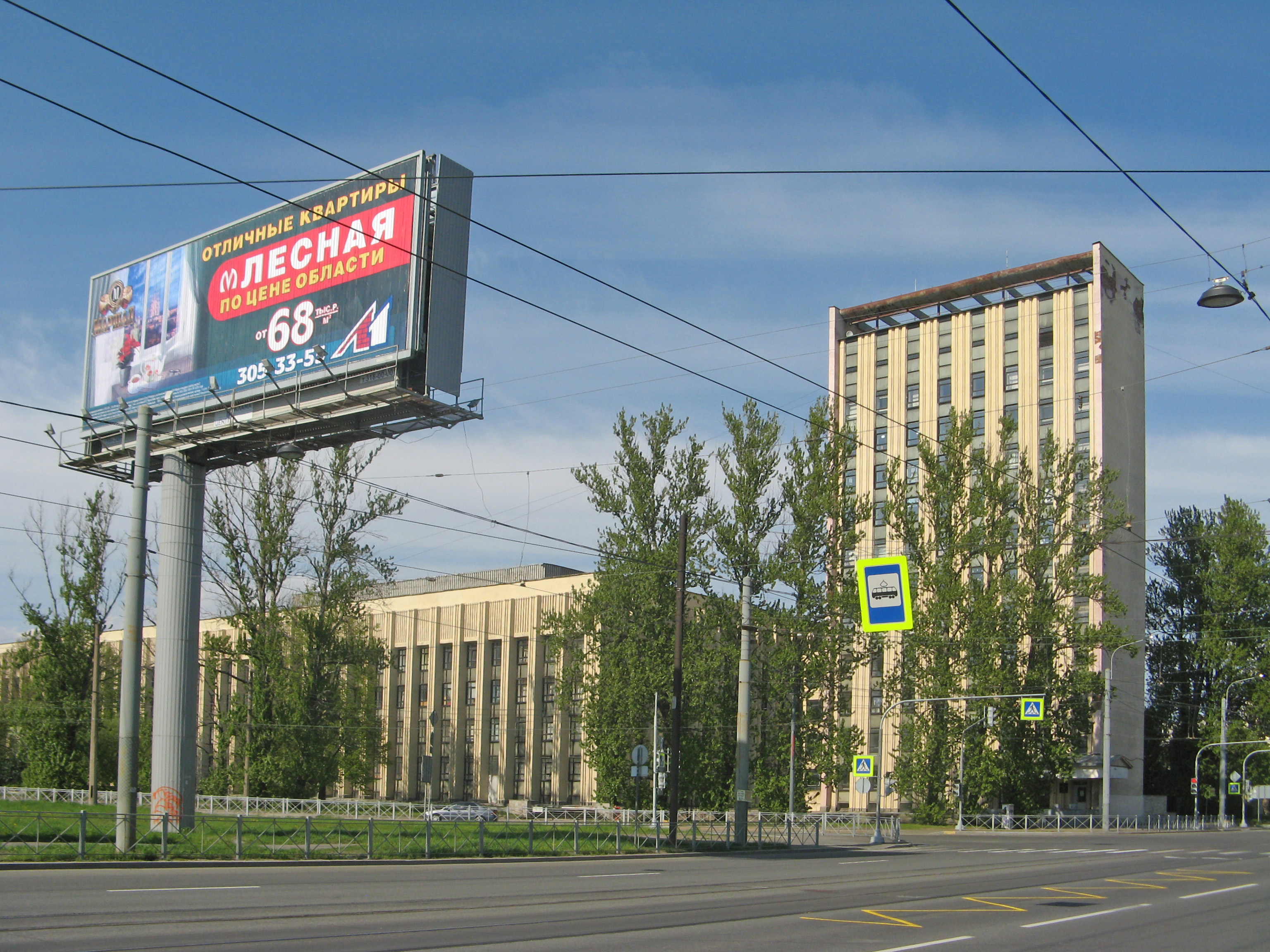
Здание СПбГТЭУ

- Памятный знак на месте дуэли Чернова и Новосильцева в парке Лесотехнической академии (напротив домов № 8/1 и 10 по Новороссийской улице)
- ГОУ ВПО «Санкт-Петербургский государственный торгово-экономический университет» (СПбГТЭУ) (д. № 50).

## Транспорт
- Троллейбусы: 6, 34.
- Автобусы: 94, 250[2].